# Grégory Maklès
Grégory Maklès est un auteur français de bande dessinée né en 1975 à Suresnes (Hauts-de-Seine).

## Biographie
Originaire de Suresnes, Grégory Maklès étudie à l'École des Arts Déco de Paris quand il signe son premier scénario pour Robin Recht, intitulé Le Dernier Rituel. Puis en 2004, parait L'Encyclopédie du Mal en collaboration avec Joseph Lacroix (Soleil Productions),. 
Il est également connu par la communauté des joueurs de World of Warcraft pour avoir créé en 2007 la bande dessinée Stevostin, d'après son avatar dans le jeu . Les strips sont publiés sur son blog avant d'être compilés en albums. 
Il travaille avec l'anthropologue Paul Jorion sur un roman graphique qui dénonce les excès du capitalisme sauvage. L'album intitulé La survie de l'espèce, parait en 2012 chez Futuropolis,, co-édité par Arte Editions.  
En 2019, il est à l'origine, avec Gabriel Delmas, Joseph Lacroix et Jérôme Martineau, du recueil de récits fantastiques et horrifiques Gryyym, un projet éditorial en financement participatif qui voit le jour en 2020.

## Albums
- Le Dernier Rituel, Soleil Productions, dessins de Robin Recht, scénario de Grégory Maklès

1. La Prophétie des amants (2002)[12]

- L'Encyclopédie du mal, Soleil Productions, dessins de Joseph Lacroix, scénario de Grégory Maklès

1. La Maison de sang (2004)[2],[3]

- Ruppert, Carabas

1. Car ton bien est mon bien, 2007[13]

- Stevostin, Carabas

1. La porte sombre, 2007[5]
2. Quêter plus pour leveler plus, 2008
3. Aventures de Kalahane, 2010

- La survie de l'espèce, Futuropolis - Arte Editions, dessins de Grégory Maklès, scénario de Paul Jorion et Grégory Maklès, 2012[6],[7],[8]